# Rezerwat „Wyspa Wrangla”
Rezerwat „Wyspa Wrangla” (ros. Государственный природный заповедник «Остров Врангеля») – ścisły rezerwat przyrody (zapowiednik) znajdujący się w Czukockim Okręgu Autonomicznym w Rosji. Znajduje się na terenie rejonu iultińskiego, a jego obszar wynosi 22 256,5 km² (w tym powierzchnia morza 14 300 km²). Rezerwat został utworzony dekretem rządu Rosyjskiej Federacyjnej Socjalistycznej Republiki Radzieckiej z dnia 23 marca 1976 roku. W 2004 roku rezerwat został wpisany na Listę Światowego Dziedzictwa UNESCO. W 2016 roku został zakwalifikowany przez BirdLife International jako ostoja ptaków IBA. Zarząd rezerwatu znajduje się w miejscowości Pewek.

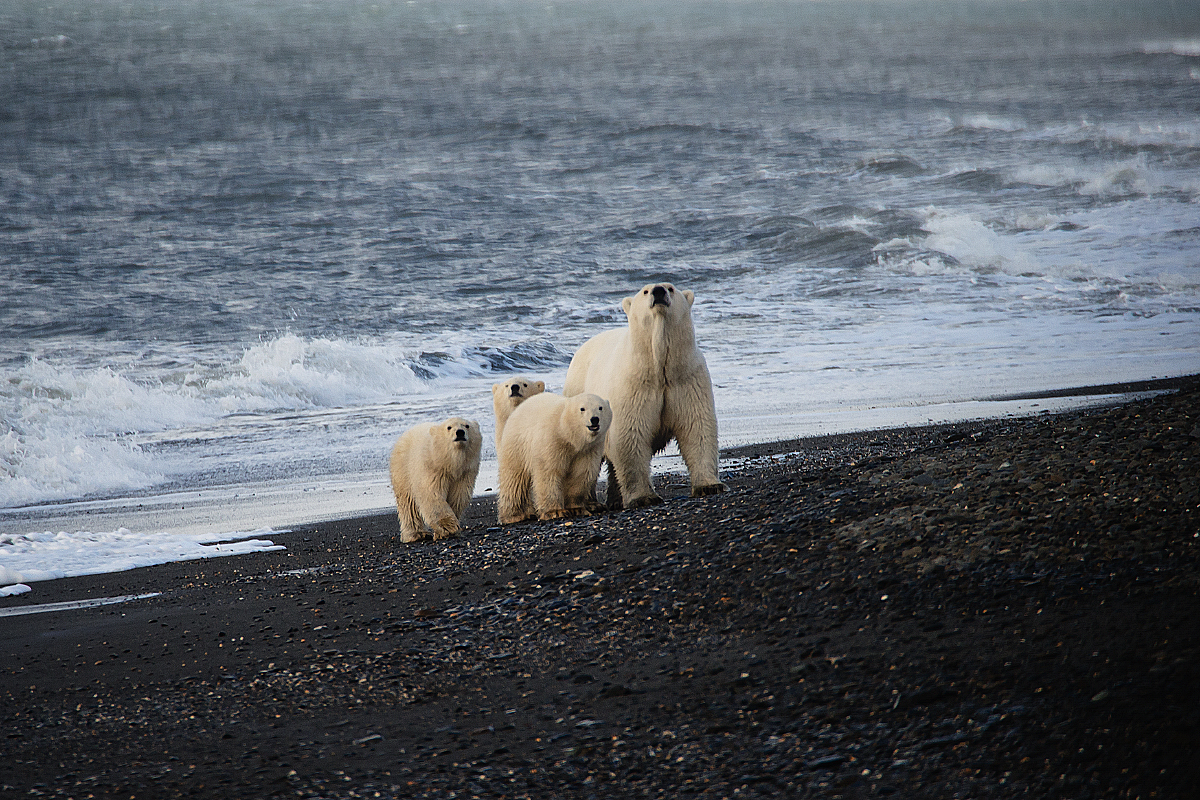
Rezerwat to największe na świecie nagromadzenie legowisk niedźwiedzi polarnych

## Opis
Rezerwat obejmuje dwie wyspy położone między Morzem Czukockim i Morzem Wschodniosyberyjskim: Wyspę Wrangla i Wyspę Heralda, a także wody przybrzeżne o szerokości 12 mil morskich wokół każdej z wysp. Rezerwat znajduje się w Arktyce i jest najbardziej wysuniętym na północ rezerwatem przyrody w Rosji. Został utworzony w celu zbadania ekosystemów wysp arktycznych. Ma też na celu zachowanie rzadkich gatunków zwierząt i roślin. Wyspy są górzyste. Duży ich obszar zajmują pustynie polarne.

## Flora i fauna

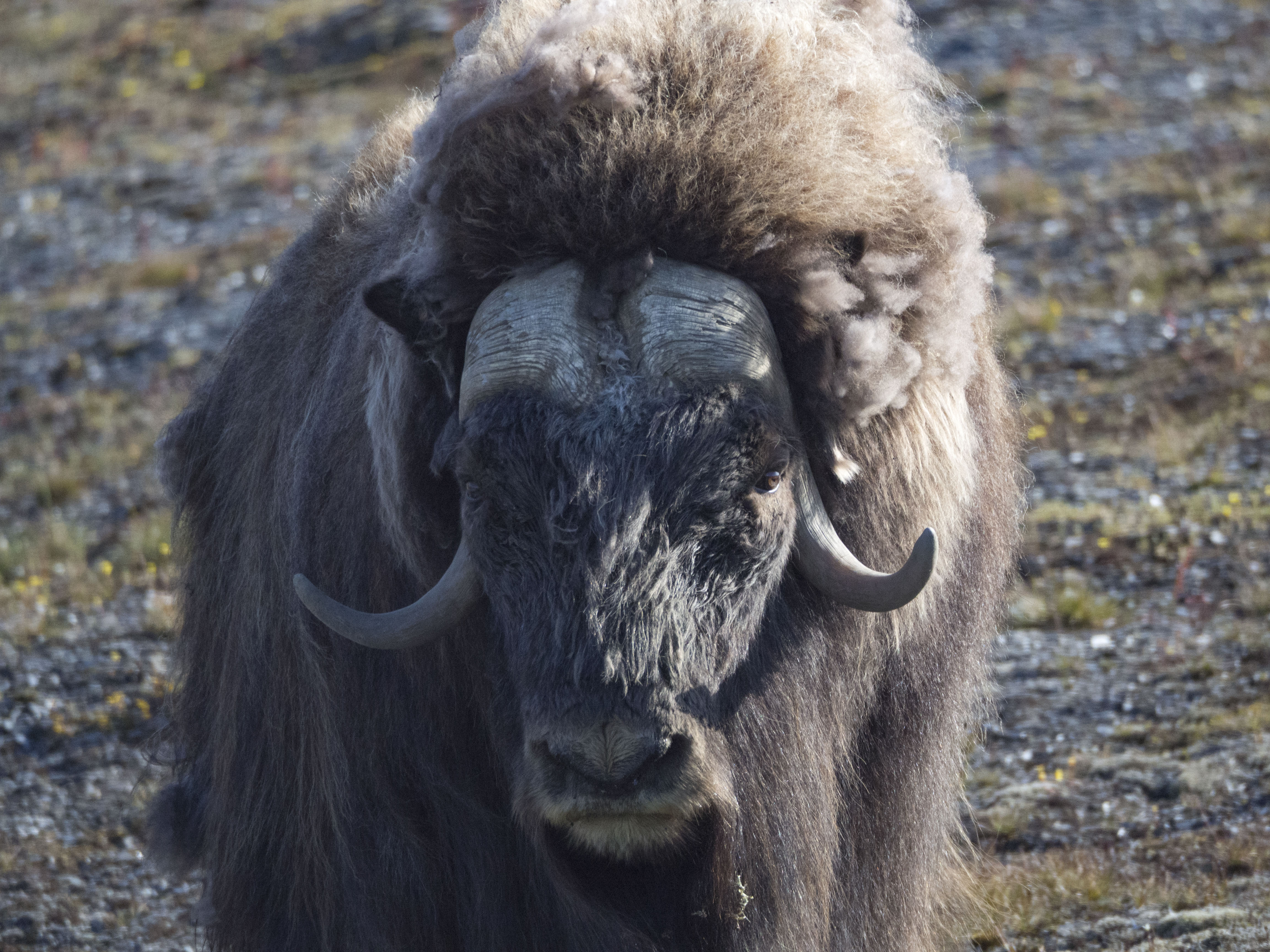
Piżmowół arktyczny

W rezerwacie zidentyfikowano 417 gatunków i podgatunków roślin naczyniowych, 31 gatunków pająków, 58 gatunków chrząszczy i co najmniej 42 gatunki motyli. 

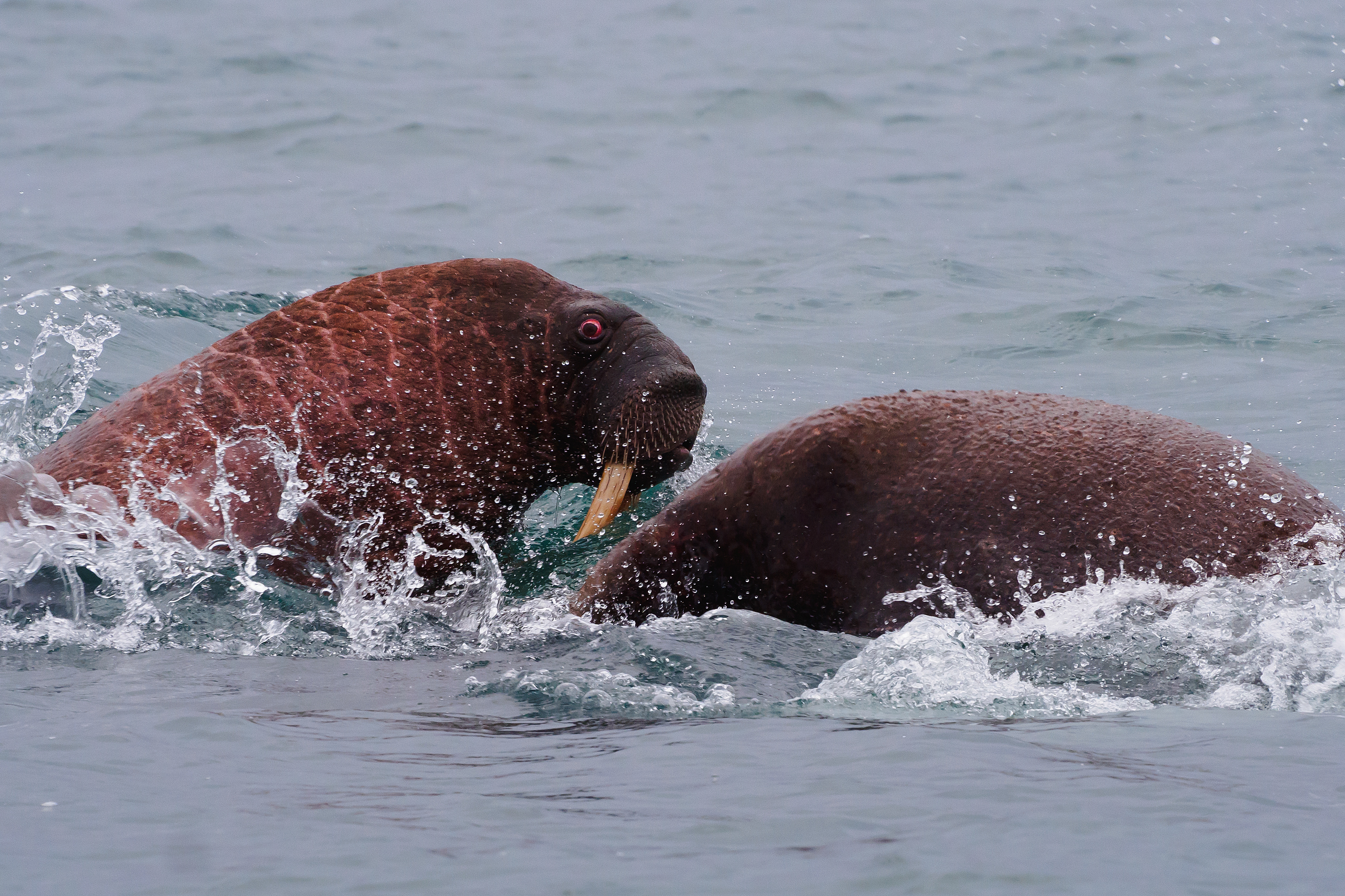
Morsy arktyczne

Żyje tu 169 gatunków ptaków, z których większość to ptaki wędrowne. Są to m.in. poświerka zwyczajna (Calcarius lapponicus), śnieguła zwyczajna (Plectophenax nivalis), siewnica (Pluvialis squatarola), kamusznik zwyczajny (Arenaria interpres) i biegus rdzawy (Calidris canutus). Na Wyspie Wrangla znajduje się duża kolonia lęgowa śnieżyc dużych (Chen caerulescens). Gnieździ się tu również bernikla czarna (Branta nigricans). Powszechnymi ptakami są edredon zwyczajny (Somateria mollissima) i edredon turkan (Somateria spectabilis). Na przybrzeżnych klifach Wysp Wrangla i Heralda znajdują się największe kolonie ptaków morskich na Morzu Czukockim, których łączną liczbę szacuje się na 250-300 tysięcy gniazdujących osobników. Głównie są to nurzyki polarne (Uria lomvia), nurniki zwyczajne (Cepphus grylle) i mewy trójpalczaste (Rissa tridactyla).
Wyspy są znane jako największe na świecie nagromadzenie legowisk niedźwiedzi polarnych (Ursus maritimus). Zamieszkuje je od 300 do 500 niedźwiedzi.
Inne zwierzęta lądowe to lis polarny (Alopex lagopus), rosomak tundrowy (Gulo gulo) wilk syberyjski (Canis lupus albus), renifer tundrowy Rangifer tarandus), piżmowół arktyczny (Ovibos moschatus) oraz obrożnik arktyczny (Dicrostonyx groenlandicus vinogradovi) i leming wyspowy (Lemmus sibiricus portenkoi), które występują wyłącznie na Wyspie Wrangla.
W morzu otaczającym wyspy żyją morsy arktyczne (Odobenus rosmarus), nerpy obrączkowane (Phoca hispida), fokowąsy brodate (Erignathus barbatus), pływacze szare (Eschrichtius gibbosus), wały grenlandzkie (Balaena mysticetus), humbaki (Megaptera novaeangliae) i płetwale zwyczajne (Balaenoptera physalus). 